# شارل كومب
شارل-بيير-ماتيو كومب (بالفرنسية: Charles-Pierre-Mathieu Combes)‏ ـ (26 ديسمبر 1801 ـ 1872) هو مهندس فرنسي، كان مفتشًا عامًا للمناجم ومديرًا لمدرسة المناجم بباريس. كان اسمه واحدًا من 72 اسمًا نُقشت على برج إيفل عند إنشائه.